# Iglesia de la Virgen del Carmen (Ensanche)
La iglesia de la Virgen del Carmen es una iglesia historicista del Ensanche de Barcelona, incluida en el Inventario del Patrimonio Arquitectónico de Cataluña.

## Descripción

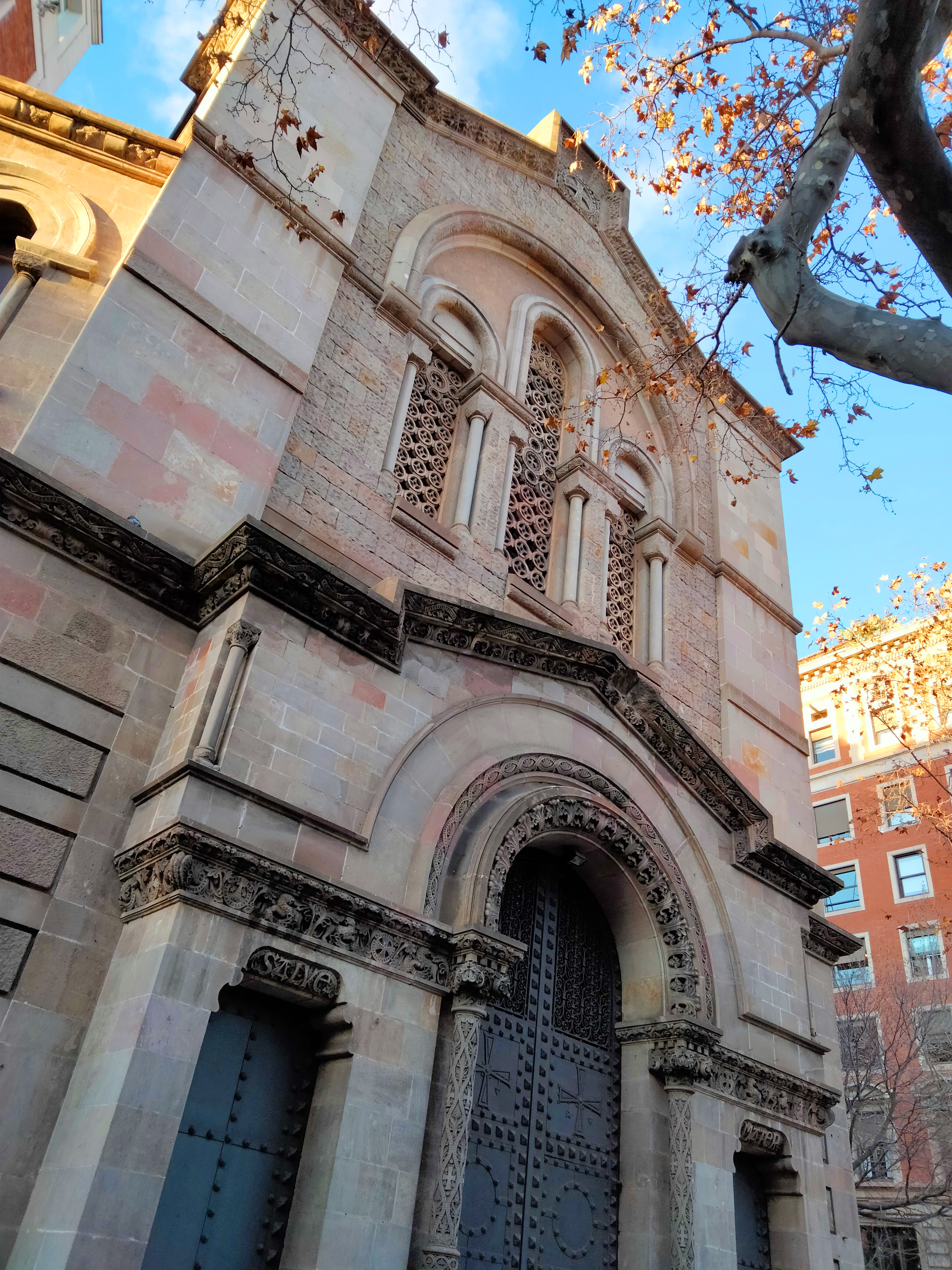
Fachada de la Avenida Diagonal.

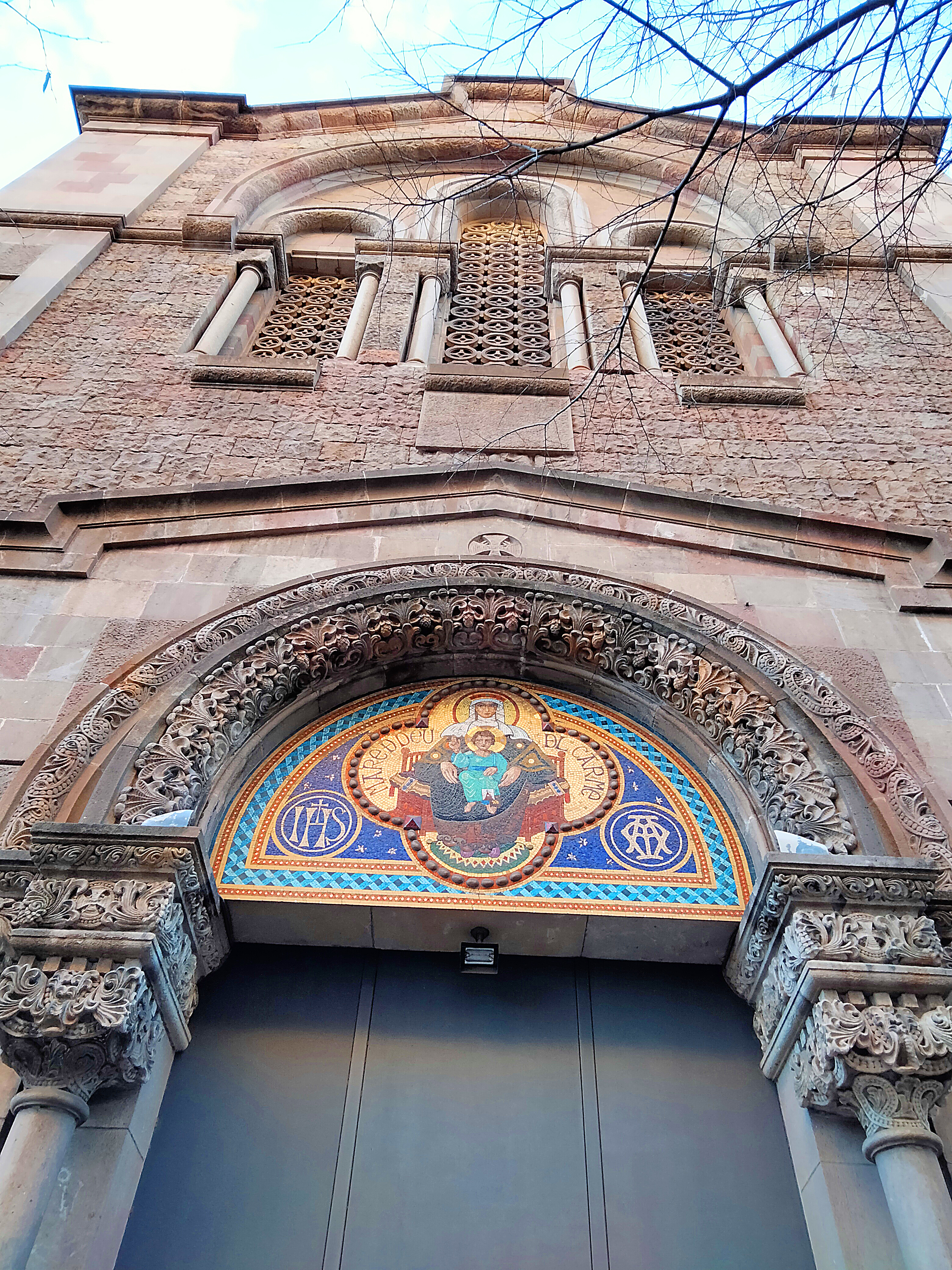
Portal de la calle Lauria, con el mosaico del tímpano.

La iglesia de la Virgen del Carmen está ubicada en la manzana del distrito del Ensanche delimitada por las calles de Lauria, Córcega y Santa Tecla y por la Avenida Diagonal. Fue proyectada por los arquitectos José Doménech Estapá y José Doménech Mansana junto al convento de la Orden de los Carmelitas Descalzos y se construyó entre 1910 y 1925.
El edificio ocupa la esquina de la calle Lauria con la avenida Diagonal, con dos fachadas totalmente visibles. La planta basilical de la iglesia está formada por una nave central de grandes dimensiones y otras dos naves laterales reducidas. El crucero está rematado por una gran cúpula.
La iglesia está resuelta según líneas formales propias del bizantinismo si bien en la imagen exterior existe cierta ambigüedad, ya que se incorporan otros elementos medievalistas. En la fachada que da a la Avenida Diagonal se sitúa el acceso principal con un gran portal central y dos más pequeños en los laterales. El portal central se presenta coronado con arquivoltas de medio punto y enmarcado por dos columnas con un fuste muy adornado. También presentan decoración esculpida los capiteles y la cornisa situada a su altura. Todo este tramo está avanzado del resto de la fachada restante cubierto por un entablamento a doble vertiente. En la parte superior hay una trífora cubierta por un arco de medio punto donde cada una de las ventanas resultantes se encuentra enmarcada por dos columnas. Estos ventanales presentan una tracería de pequeños círculos tangentes con una cruz interior. En cambio, en la fachada situada en la calle Lauria, a la altura del transepto, existe una única apertura de acceso lateral, con una ornamentación y estructura compositiva muy similar. Destaca el mosaico policromo con dorados situado en el tímpano que representa a la Virgen del Carmen.
El interior está presidido por las galerías laterales de arcadas con piedra y por una cúpula de gallones con pequeñas ventanas. En la decoración del interior la inspiración romana de Oriente está más presente, ya que los ábsides y muros están profusamente decorados con pinturas murales y mosaicos de Luis Bru.

## Historia
La primera fundación de los Carmelitas Descalzos en Cataluña tuvo lugar en 1586 con la fundación del Convento de San José en Las Ramblas (espacio hoy ocupado precisamente por el Mercado de San José, más conocido como La Boquería). En 1626 se construyó un nuevo convento que recibió el nombre de Nuestra Señora de Gracia y San José. Este convento fue suprimido por real orden en 1821, de acuerdo con el proyecto de supresión de conventos durante el Trienio Liberal. Tras las supresiones, la restauración de la provincia carmelitana no se produjo hasta 1906. Se encargó el proyecto de un nuevo convento al arquitecto José Doménech Estapá, y la primera piedra fue colocada el 25 de marzo de 1909. Este edificio se encontraba en la calle Lauria número 151, junto a la iglesia actual. Tenía la planta de forma cuadrada con un gran claustro interior con arcadas sostenidas por finas columnas. La decoración era de baldosa catalana, mosaico y molduras cerámicas, obra de Luis Bru. La fachada, de estilo modernista, tenía adosada la torre campanario de estilo neomudéjar, obra del arquitecto Doménech Estapá. El edificio fue derribado en 1973 y la comunidad se trasladó al nuevo convento edificado al otro lado de la iglesia, en la parte de la Diagonal, que se había inaugurado en 1957.
Una vez terminado el edificio del convento en 1910 se empezó la construcción de la iglesia y el 13 de julio de 1913 se colocó la primera piedra. En 1917 hubo un paro de las obras por la muerte del arquitecto José Doménech Estapá. Entre 1919-1925 se prosiguió con las obras bajo la dirección del arquitecto José Doménech Mansana y la iglesia se inauguró en 1921. En 1992 se llevó a cabo una profunda restauración.